# Socialisme ou barbarie

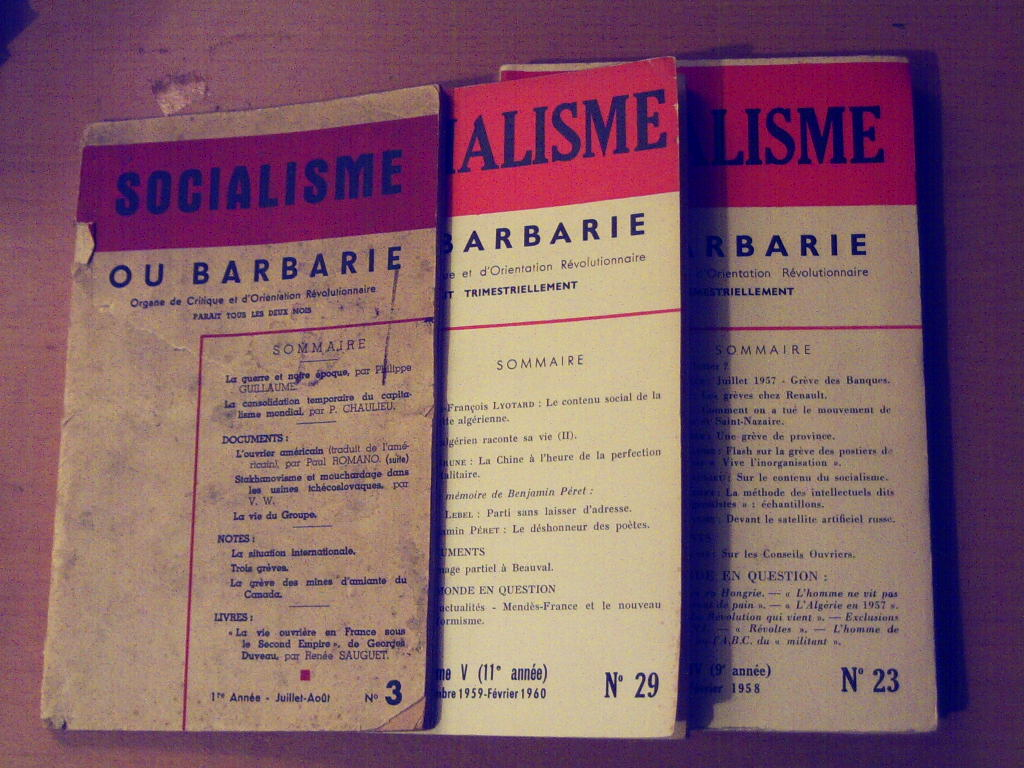
Die Zeitschrift Socialisme ou barbarie

Socialisme ou barbarie (frz. für Sozialismus oder Barbarei) war von 1949 bis 1967 eine revolutionäre Organisation in Frankreich mit antistalinistisch-marxistischer Orientierung und Anleihen aus dem Rätekommunismus. Die Formel „Sozialismus oder Barbarei“ geht auf Rosa Luxemburg zurück.

## Geschichte
Innerhalb der französischen trotzkistischen Internationalistischen Kommunistischen Partei (Parti communiste internationaliste, PCI)
bildete sich 1946 die sogenannte „Charlieu-Montal-Tendenz“ (nach den jeweiligen Pseudonymen von Cornelius Castoriadis und Claude Lefort) und nahm wenig später den Namen Socialisme ou barbarie an. 1948 verließen die Mitglieder der Strömung die PCI und brachen mit deren trotzkistischen Standpunkten, insbesondere mit der Vorstellung von der Sowjetunion als „degeneriertem Arbeiterstaat“. Daraufhin begann die Gruppe mit der Herausgabe der gleichnamigen Zeitschrift.
Socialisme ou barbarie bekämpfte den Stalinismus in all seinen Ausprägungen und entwickelte einen antidogmatischen Marxismus. Die Gruppe betrachtete die UdSSR und alle sogenannten sozialistischen Länder als staatskapitalistische Systeme, als Gesellschaften der Ausbeutung mit einer neuen herrschenden Klasse – der Bürokratie.
Die gleichnamige Zeitschrift mit dem Untertitel Organe critique d’orientation révolutionnaire (Kritisches Organ der revolutionären Orientierung) erschien von 1949 bis 1965. Zwei Jahre später löste sich die Gruppe auf Castoriadis’ Vorschlag hin auf. Lefort hatte die Gruppe bereits 1958 wegen politischer Differenzen verlassen. 
Der Situationist Guy Debord war 1960/61 einige Monate ein Mitglied der Gruppe.

### Texte ausSocialisme ou barbarie
Die ersten vier Nummern der Zeitschrift sind digitalisiert, vom Projet de scannerisation de la revue Socialisme ou barbarie. Einen Reprint der Zeitschrift gibt es nicht, es wurden aber viele Beiträge unter den Autorennamen wiederveröffentlicht. 
Die umfangreiche Ausgabe der SouB Schriften von Cornelius Castoriadis, zusammen mit verwandten und kommentierenden Texten, Éditions 10/18, der Union Générale d'Editions, Paris, erschien 1973 bis 1979 in sieben Bänden (einige in zwei Teilbänden):
- Band I: La société bureaucratique. 2 Bände. 1973.
  - Teilband 1: Les rapports de production en Russie. 10/18, Nr. 751.
  - Teilband 2: La révolution contre la bureaucratie. 10/18, Nr. 806.

1990 erschien eine veränderte Neuausgabe in einem Band von La société bureaucratique bei Christian Bourgeois, Paris. 
- Band V: L’expérience du mouvement ouvrier. 2 Bände. 1974.
  - Teilband 1: Comment lutter. 10/18, Nr. 825.
  - Teilband 2: Prolétariat et organisation. 10/18, Nr. 857.
- Band II: La dynamique du capitalisme.
- Band III: Capitalisme moderne et révolution. 2 Bände. 1979.
  - Teilband 1: L’impérialisme et la guerre. 10/18, Nr. 1303.
  - Teilband 2: Le mouvement révolutionnaire sous le capitalisme moderne. 10/18, Nr. 1304.
- Band IV: Le contenu du socialisme. 10/18, Nr. 1331, 1979.
- Band VII: La société française. 10/18, Nr. 1332, 1979.
- Band VI war das Buch L’institution imaginaire de la société. Seuil, Paris 1975.

### Deutsche Ausgaben
- Cornelius Castoriadis: Sozialismus oder Barbarei. Analysen und Aufrufe zur kulturrevolutionären Veränderung. Aus dem Französischen von Jürgen Hoch. Wagenbach, Berlin 1980.
  - Inhalt: Vorbemerkung (Thomas Schmid), S. 7–8, und die C. Castoriadis Texte: Einleitung (1972), S. 9–52; Sozialismus oder Barbarei, S. 53–88 u. Nachwort zu „Sozialismus oder Barbarei“, S. 89–90 [Socialisme ou barbarie, Nr. 1, März 1949; der Wagenbach Text nach: La société bureaucratique, Teilbd. 1, S. 135–184]; Konzeption und Programm von „Sozialismus oder Barbarei“ (1950), S. 91–106 [zuerst, gekürzt, in: Etudes, Brüssel, Nr. 6, Oktober 1960; der W. Text nach: La société bureaucratique, Teilbd. 2, S. 395–422]; Proletariat und Organisation, 1 (1959), S. 107–144 [SouB, Nr. 27, April 1959. Ein 2. Teil des Aufsatzes (nicht bei Wagenbach) in SouB, Nr. 28]; Die Revolution neu beginnen (1963), S. 145–180 [SouB, Nr. 35, Januar 1964. W. Text nach: L’expérience du mouvement ouvrier, Teilbd. 2, S. 307–365. Dieser Text wurde in der Gruppe SouB im März 1963 verteilt.].
- Cornelius Castoriadis: Vom Sozialismus zur autonomen Gesellschaft; Über den Inhalt des Sozialismus. edition AV, Lich 2007, ISBN 978-3-936049-88-6.
- Claude Lefort: L’expérience prolétarienne. SouB, Nr. 11, November–Dezember 1952, auch in:
- Claude Lefort: Éléments d’une critique de la bureaucratie. Droz, Genève 1971, S. 34–58; Gallimard, Paris 1979, S. 71–97.
- Claude Lefort: L’invention démocratique. Les limites de la domination totalitaire. Fayard, Paris, 1981.
- Jean-François Lyotard: La guerre des algériens. Écrits 1956–1963, choix de textes et présentation par Mohammed Ramdani. Paris 1989.
- Edgar Morin: L’homme révolutionné et l’homme révolutionnaire. In: SouB. Nr. 39, März/April 1965, auch in:
- Edgar Morin: Introduction à une politique de l’homme. Editiond du Seuil, Paris 1965.
  - deutsch unter dem Titel: Der revolutionäre und der revolutionierte Mensch. In: Hans-Peter Gente (Hrsg.): Marxismus, Psychoanalyse, Sexpol. Band 2: Aktuelle Diskussion. Fischer, Frankfurt am Main, S. 160–177.
- Daniel Mothé (d. i. Jacques Gautrat): Journal d’un ouvrier, 1956–1958. Éditions de Minuit, Paris 1959.
- Daniel Mothé: Militant chez Renault. Paris 1965.
- Hugo Bell (d. i. Benno Sternberg): Le stalinisme in Allemagne orientale. SouB, Nr. 7, August–September 1950, S. 1–45 und SouB 8, Januar–Februar 1951, S. 3–30; als Buch:
- Benno Sarel (d. i. Benno Sternberg): La classe ouvrière en Allemagne orientale. Éditions Sociales, Paris 1958. 
  - Italienische Ausgabe Turin, 1959. Deutsche Übersetzung: Benno Sarel: Arbeiter gegen den „Kommunismus“. Trikont, München 1975. Neuausgabe: Schwarze Risse, Berlin u. a. 1991.

### Interviews
- Cornelius Castoriadis: An Interview. In:  Telos. Nr. 23, 1975.
- An Interview with Claude Lefort. In: Telos. Nr. 30, 1976.
- Von der Spaltung von ‚Socialisme ou Barbarie‘ Bruch mit ICO. Eine Kritik des Avantgardismus. Gespräch mit Henri Simon. In: Archiv für die Geschichte des Widerstandes und der Arbeit. Nr. 16, 2001, S. 379–406.
- Gespräch mit Daniel Mothé. In: Archiv für die Geschichte des Widerstandes und der Arbeit. Nr. 16, 2001, S. 407–416.

### Sekundärliteratur
- Andrea Gabler: Die Despotie der Fabrik und der Vor-Schein der Freiheit. Von „Socialisme ou Barbarie“ gesammelte Zeugnisse aus dem fordistischen Arbeitsalltag. In: Archiv für die Geschichte des Widerstandes und der Arbeit 16, 2001, ISSN 0936-1014, S. 349–378, online auf workerscontrol.net.
- Andrea Gabler: Antizipierte Autonomie. Zur Theorie und Praxis der Gruppe „Socialisme ou Barbarie“ (1949–1967). Offizin, Hannover 2009, ISBN 978-3-930345-64-9.
- Philippe Gottraux: „Socialisme ou barbarie“. Un engagement politique et intellectuel dans la France de l’après-guerre. Édition Payot, Lausanne 1997, ISBN 2-601-03219-7 (Sciences politiques et sociales).
- Stephen Hastings-King: Fordism and the Marxist revolutionary project. A History of Soocialisme ou Barbarie. Teil 1. Dissertation. Cornell University, 1998.
- Stephen Hastings-King: Über den Durchgang einiger Personen durch eine ziemlich kurze Zeiteinheit. Die Situationistische Internationale, Socialisme ou barbarie und die Krise des marxistischen Imaginären. In: Roberto Ohrt (Hrsg.): Das Grosse Spiel. Die Situationisten zwischen Politik und Kunst. Edition Nautilis, Hamburg 1999, ISBN 3-89401-349-4, S. 61–10.
- Harald Wolf: Die Revolution neu beginnen. Über Cornelius Castoriadis und „Socialisme ou Barbarie“. In: Archiv für die Geschichte des Widerstandes und der Arbeit 15, 1998, ISSN 0936-1014, S. 69–112.